# Croce al valore (Polonia)
La croce al valore (in polacco: Krzyż Walecznych) è un'onorificenza statale polacca istituita l'11 agosto 1920 dalla Repubblica Polacca.
L'onorificenza è suddivisa nei seguenti gradi:
| Assegnato per la prima volta | Assegnato per la seconda volta | Assegnato per la terza volta | Assegnato per la quarta volta |